# Leander Paes
Leander Paes (Calcutta, 17 juni 1973) is een professioneel tennisspeler uit India, die een groot aantal dubbelspeltitels heeft behaald, waarvoor hij de Rajiv Gandhi Khel Ratna-onderscheiding heeft gekregen. In 1999 behaalde hij de dubbelspeltitel in het heren- en gemengd-dubbelspeltoernooi van Wimbledon. Met Martina Navrátilová als partner had hij vanaf 2003 veel succes: ze wonnen in 2003 zowel het Australian Open als Wimbledon, stonden in 2004 wederom in de finale van het Australian Open en in 2005 in de finale van Roland Garros. In 2009 won hij samen met Lukáš Dlouhý de dubbelspeltitel bij de heren op Roland Garros. In 2015 won hij met Martina Hingis drie van de vier grandslamtitels: op het Australian Open, op Wimbledon en op het US Open.
Op de grandslamtoernooien won hij in totaal acht mannendubbelspeltitels en negen gemengd-dubbelspeltitels. Bij de Olympische Spelen in Atlanta 1996 won hij brons in het enkelspel.
Paes komt uit een sportieve familie – zijn vader behaalde eerder een bronzen medaille op de Olympische Spelen in München in 1972 met hockey, en zijn moeder was aanvoerder in een basketbalteam.

## Palmares

### Enkelspel
| Nr.              | Datum       | Toernooi    | Ondergrond | Tegenstander in finale | Score    |         |
| ---------------- | ----------- | ----------- | ---------- | ---------------------- | -------- | ------- |
| gewonnen finales |             |             |            |                        |          |         |
| 1.               | 6 juli 1998 | ATP Newport | gras       | Neville Godwin         | 6–3, 6–2 | details |

### Dubbelspel
| Nr.                  | Datum             | Toernooi                 | Ondergrond    | Partner          | Tegenstander in finale                 | Score                       |         |
| -------------------- | ----------------- | ------------------------ | ------------- | ---------------- | -------------------------------------- | --------------------------- | ------- |
| gewonnen finales     |                   |                          |               |                  |                                        |                             |         |
| 1.                   | 7 april 1997      | ATP Chennai              | hardcourt     | Mahesh Bhupathi  | Oleg Ogorodov Eyal Ran                 | 7–6, 7–5                    | details |
| 2.                   | 28 april 1997     | ATP Praag                | gravel        | Mahesh Bhupathi  | Petr Luxa David Škoch                  | 6–1, 6–1                    | details |
| 3.                   | 28 juli 1997      | ATP Montréal/Toronto     | hardcourt     | Mahesh Bhupathi  | Sébastien Lareau Alex O'Brien          | 7–6, 6–3                    | details |
| 4.                   | 11 augustus 1997  | ATP New Haven            | hardcourt     | Mahesh Bhupathi  | Sébastien Lareau Alex O'Brien          | 6–4, 6–7, 6–2               | details |
| 5.                   | 29 september 1997 | ATP Peking               | hardcourt     | Mahesh Bhupathi  | Alex O'Brien Jim Courier               | 7–5, 7–6                    | details |
| 6.                   | 6 oktober 1997    | ATP Singapore            | tapijt        | Mahesh Bhupathi  | Rick Leach Jonathan Stark              | 6–4, 6–4                    | details |
| 7.                   | 5 januari 1998    | ATP-toernooi Doha        | hardcourt     | Mahesh Bhupathi  | Olivier Delaître Fabrice Santoro       | 6–4, 3–6, 6–4               | details |
| 8.                   | 9 februari 1998   | ATP Dubai                | hardcourt     | Mahesh Bhupathi  | Donald Johnson Francisco Montana       | 6–2, 7–5                    | details |
| 9.                   | 6 april 1998      | ATP Chennai (2)          | hardcourt     | Mahesh Bhupathi  | Olivier Delaître Maks Mirni            | 6–7, 6–3, 6–2               | details |
| 10.                  | 11 mei 1998       | ATP Rome                 | gravel        | Mahesh Bhupathi  | Ellis Ferreira Rick Leach              | 6–4, 4–6, 7–6               | details |
| 11.                  | 5 oktober 1998    | ATP Shanghai             | tapijt        | Mahesh Bhupathi  | Todd Woodbridge Mark Woodforde         | 6–4, 6–7, 7–6               | details |
| 12.                  | 2 november 1998   | ATP Parijs               | tapijt        | Mahesh Bhupathi  | Jacco Eltingh Paul Haarhuis            | 6–4, 6–2                    | details |
| 13.                  | 5 april 1999      | ATP Chennai (3)          | hardcourt     | Mahesh Bhupathi  | Wayne Black Neville Godwin             | 4–6, 7–5, 6–4               | details |
| 14.                  | 24 mei 1999       | Roland Garros            | gravel        | Mahesh Bhupathi  | Goran Ivanišević Jeff Tarango          | 6–2, 7–5                    | details |
| 15.                  | 14 juni 1999      | ATP Rosmalen             | gras          | Jan Siemerink    | Ellis Ferreira David Rikl              | finale niet gespeeld        | details |
| 16.                  | 21 juni 1999      | Wimbledon                | gras          | Mahesh Bhupathi  | Paul Haarhuis Jared Palmer             | 6–7, 6–3, 6–4, 7–6          | details |
| 17.                  | 5 juli 1999       | ATP Newport              | gras          | Wayne Arthurs    | Sargis Sargsian Chris Woodruff         | 6–7, 7–6, 6–3               | details |
| 18.                  | 1 mei 2000        | ATP Orlando              | gravel        | Jan Siemerink    | Justin Gimelstob Sébastien Lareau      | 6–3, 6–4                    | details |
| 19.                  | 9 oktober 2000    | ATP Tokio                | hardcourt     | Mahesh Bhupathi  | Michael Hill Jeff Tarango              | 6–4, 6–7, 6–3               | details |
| 20.                  | 23 april 2001     | ATP Atlanta              | gravel        | Mahesh Bhupathi  | Rick Leach David Macpherson            | 6–3, 7–6                    | details |
| 21.                  | 30 april 2001     | ATP Houston (2)          | gravel        | Mahesh Bhupathi  | Kevin Kim Jim Thomas                   | 7–6, 6–2                    | details |
| 22.                  | 28 mei 2001       | Roland Garros (2)        | gravel        | Mahesh Bhupathi  | Petr Pála Pavel Vízner                 | 7–6, 6–3                    | details |
| 23.                  | 6 augustus 2001   | ATP Cincinnati           | hardcourt     | Mahesh Bhupathi  | Martin Damm David Prinosil             | 7–6, 6–3                    | details |
| 24.                  | 31 december 2001  | ATP Chennai (4)          | hardcourt     | Mahesh Bhupathi  | Tomáš Cibulec Ota Fukárek              | 5–7, 6–2, 7–5               | details |
| 25.                  | 29 april 2002     | ATP Mallorca             | gravel        | Mahesh Bhupathi  | Julian Knowle Michael Kohlmann         | 6–2, 6–4                    | details |
| 26.                  | 24 februari 2003  | ATP Dubai (2)            | hardcourt     | David Rikl       | Wayne Black Kevin Ullyett              | 6–3, 6–0                    | details |
| 27.                  | 3 maart 2003      | ATP Delray Beach         | hardcourt     | Nenad Zimonjić   | Raemon Sluiter Martin Verkerk          | 7–5, 3–6, 7–5               | details |
| 28.                  | 7 juli 2003       | ATP Gstaad               | gravel        | David Rikl       | František Čermák Leoš Friedl           | 6–3, 6–3                    | details |
| 29.                  | 7 juni 2004       | ATP Halle                | gras          | David Rikl       | Tomáš Cibulec Petr Pála                | 6–2, 7–5                    | details |
| 30.                  | 5 juli 2004       | ATP Gstaad (2)           | gravel        | David Rikl       | Marc Rosset Stanislas Wawrinka         | 6–4, 6–2                    | details |
| 31.                  | 26 juli 2004      | ATP Montréal/Toronto (2) | hardcourt     | Mahesh Bhupathi  | Jonas Björkman Maks Mirni              | 6–4, 6–2                    | details |
| 32.                  | 13 september 2004 | ATP Delray Beach (2)     | hardcourt     | Radek Štěpánek   | Gastón Etlis Martín Rodríguez          | 6–0, 6–3                    | details |
| 33.                  | 11 april 2005     | ATP Monte Carlo          | gravel        | Nenad Zimonjić   | Bob Bryan Mike Bryan                   | Walk-over                   | details |
| 34.                  | 18 april 2005     | ATP Barcelona            | gravel        | Nenad Zimonjić   | Feliciano López Rafael Nadal           | 6–3, 6–3                    | details |
| 35.                  | 26 september 2005 | ATP Bangkok              | hardcourt     | Paul Hanley      | Jonathan Erlich Andy Ram               | 6–7, 6–1, 6–2               | details |
| 36.                  | 19 juni 2006      | ATP Rosmalen (2)         | gras          | Martin Damm      | Arnaud Clément Chris Haggard           | 6–1, 7–6                    | details |
| 37.                  | 28 augustus 2006  | US Open                  | hardcourt     | Martin Damm      | Jonas Björkman Maks Mirni              | 6–7, 6–4, 6–3               | details |
| 38.                  | 19 februari 2007  | ATP Rotterdam            | hardcourt     | Martin Damm      | Andrei Pavel Alexander Waske           | 6–3, 6–7, [10–7]            | details |
| 39.                  | 5 maart 2007      | ATP Indian Wells         | hardcourt     | Martin Damm      | Jonathan Erlich Andy Ram               | 6–4, 6–4                    | details |
| 40.                  | 21 september 2008 | ATP Bangkok (2)          | hardcourt     | Lukáš Dlouhý     | Scott Lipsky David Martin              | 6–4, 7–6(4)                 | details |
| 41.                  | 6 juni 2009       | Roland Garros (3)        | gravel        | Lukáš Dlouhý     | Wesley Moodie Dick Norman              | 3–6, 6–3, 6–2               | details |
| 42.                  | 13 september 2009 | US Open (2)              | hardcourt     | Lukáš Dlouhý     | Mahesh Bhupathi Mark Knowles           | 3–6, 6–3, 6–2               | details |
| 43.                  | 3 april 2010      | ATP Miami                | hardcourt     | Lukáš Dlouhý     | Mahesh Bhupathi Maks Mirni             | 6–2, 7–5                    | details |
| 44.                  | 17 oktober 2010   | ATP Shanghai             | hardcourt     | Jürgen Melzer    | Mariusz Fyrstenberg Marcin Matkowski   | 7–5, 4–6, [10–5]            | details |
| 45.                  | 9 januari 2011    | ATP Chennai (5)          | hardcourt     | Mahesh Bhupathi  | Robin Haase David Martin               | 6–2, 6–7(3), [10–7]         | details |
| 46.                  | 2 april 2011      | ATP Miami (2)            | hardcourt     | Mahesh Bhupathi  | Maks Mirni Daniel Nestor               | 6–7(5), 6–2, [10–5]         | details |
| 47.                  | 21 augustus 2011  | ATP Cincinnati (2)       | hardcourt     | Mahesh Bhupathi  | Michaël Llodra Nenad Zimonjić          | 7–6(7–4), 7–6(7–2)          | details |
| 48.                  | 8 januari 2012    | ATP Chennai (6)          | hardcourt     | Janko Tipsarević | Andy Ram Jonathan Erlich               | 6–4, 6–4                    | details |
| 49.                  | 28 januari 2012   | Australian Open          | hardcourt     | Radek Štěpánek   | Bob Bryan Mike Bryan                   | 7–6(7–1), 6–2               | details |
| 50.                  | 31 maart 2012     | ATP Miami (3)            | hardcourt     | Radek Štěpánek   | Maks Mirni Daniel Nestor               | 3–6, 6–1, [10–8]            | details |
| 51.                  | 24 augustus 2013  | ATP Winston-Salem        | hardcourt     | Daniel Nestor    | Treat Huey Dominic Inglot              | 7-6(10), 7-5                | details |
| 52.                  | 8 september 2013  | US Open (3)              | hardcourt     | Radek Štěpánek   | Alexander Peya Bruno Soares            | 6-1, 6-3                    | details |
| 53.                  | 28 september 2014 | ATP Kuala Lumpur         | hardcourt (i) | Marcin Matkowski | Jamie Murray John Peers                | 3-6, 7-6(5), [10-5]         | details |
| 54.                  | 17 januari 2015   | ATP Auckland             | hardcourt     | Raven Klaasen    | Dominic Inglot Florin Mergea           | 7-6(1), 6-4                 | details |
| verloren finales     |                   |                          |               |                  |                                        |                             |         |
| 1.                   | 20 augustus 1995  | ATP New Haven            | hardcourt     | Nicolas Pereira  | Rick Leach Scott Melville              | 6-7, 4-6                    | details |
| 2.                   | 23 november 1997  | ATP World Tour Finals    | Tapijt (i)    | Mahesh Bhupathi  | Rick Leach Jonathan Stark              | 3-6, 6-4, 6-7               | details |
| 3.                   | 18 oktober 1998   | ATP Singapore            | Tapijt (i)    | Mahesh Bhupathi  | Todd Woodbridge Mark Woodforde         | 2-6, 3-6                    | details |
| 4.                   | 1 november 1998   | ATP Stüttgart            | Hardcourt (i) | Mahesh Bhupathi  | Sebastien Lareau Alex O'Brien          | 3-6, 6-3, 5-7               | details |
| 5.                   | 31 januari 1999   | Australian Open          | Hardcourt     | Mahesh Bhupathi  | Jonas Bjorkman Patrick Rafter          | 3-6, 6-4, 4-6, 7-6(10), 4-6 | details |
| 6.                   | 22 augustus 1999  | ATP Indianapolis         | Hardcourt     | Oliver Delaitre  | Paul Haarhuis Jared Palmer             | 3-6, 4-6                    | details |
| 7.                   | 12 september 1999 | US Open                  | Hardcourt     | Mahesh Bhupathi  | Sebastien Lareau Alex O'Brien          | 6-7(7), 4-6                 | details |
| 8.                   | 21 november 1999  | ATP World Tour Finals    | Tapijt (i)    | Mahesh Bhupathi  | Sebastien Lareau Alex O'Brien          | 3-6, 2-6, 2-6               | details |
| 9.                   | 17 december 2000  | ATP World Tour Finals    | Hardcourt     | Mahesh Bhupathi  | Donald Johnson Piet Norval             | 6-7(8), 3-6, 4-6            | details |
| 10.                  | 28 oktober 2001   | ATP Bazel                | Tapijt (i)    | Mahesh Bhupathi  | Ellis Ferreira Rick Leach              | 6-7(3), 4-6                 | details |
| 11.                  | 4 november 2001   | ATP Parijs               | Hardcourt (i) | Mahesh Bhupathi  | Ellis Ferreira Rick Leach              | 6-3, 4-6, 3-6               | details |
| 12.                  | 30 maart 2003     | ATP Miami                | Hardcourt     | David Rikl       | Roger Federer Maks Mirni               | 5-7, 3-6                    | details |
| 13.                  | 22 juni 2003      | ATP Rosmalen             | Gras          | Donald Johnson   | Martin Damm Cyril Suk                  | 5-7, 6-7(4)                 | details |
| 14.                  | 7 maart 2004      | ATP Dubai                | Hardcourt     | Jonas Bjorkman   | Mahesh Bhupathi Fabrice Santoro        | 2-6, 6-4, 4-6               | details |
| 15.                  | 12 september 2004 | US Open                  | Hardcourt     | David Rikl       | Daniel Nestor Mark Knowles             | 6-7(7), 4-6                 | details |
| 16.                  | 16 oktober 2005   | ATP Stockholm            | Hardcourt (i) | Nenad Zimonjic   | Wayne Arthurs Paul Hanley              | 3-5, 3-5                    | details |
| 17.                  | 23 oktober 2005   | ATP Madrid               | Hardcourt (i) | Nenad Zimonjic   | Daniel Nestor Mark Knowles             | 6-3, 3-6, 2-6               | details |
| 18.                  | 20 november 2005  | ATP World Tour Finals    | Hardcourt     | Nenad Zimonjic   | Michael Llodra Fabrice Santoro         | 7-6(6), 3-6, 6-7(4)         | details |
| 19.                  | 29 januari 2006   | Australian Open          | Hardcourt     | Martin Damm      | Bob Bryan Mike Bryan                   | 6-4, 3-6, 4-6               | details |
| 20.                  | 7 januari 2007    | ATP Doha                 | Hardcourt     | Martin Damm      | Michail Joezjny Nenad Zimonjic         | 1-6, 6-7(3)                 | details |
| 21.                  | 1 april 2007      | ATP Miami                | Hardcourt     | Martin Damm      | Bob Bryan Mike Bryan                   | 7-6(7), 3-6, [7-10]         | details |
| 22.                  | 24 juni 2007      | ATP Rosmalen             | Gras          | Martin Damm      | Jeff Coetzee Rogier Wassen             | 6-3, 6-7(5), [10-12]        | details |
| 23.                  | 15 juni 2008      | ATP Halle                | Gras          | Lukáš Dlouhý     | Michail Joezjny Mischa Zverev          | 6-3, 4-6, [3-10]            | details |
| 24.                  | 22 juni 2008      | ATP Rosmalen             | Gras          | Mahesh Bhupathi  | Mario Ancic Jurgen Melzer              | 6-7(5), 3-6                 | details |
| 25.                  | 7 september 2008  | US Open                  | Hardcourt     | Lukáš Dlouhý     | Bob Bryan Mike Bryan                   | 6-7(5), 6-7(10)             | details |
| 26.                  | 5 oktober 2008    | ATP Tokio                | Hardcourt     | Lukáš Dlouhý     | Michail Joezjny Mischa Zverev          | 3-6, 4-6                    | details |
| 27.                  | 18 januari 2009   | ATP Auckland             | Hardcourt     | Scott Lipsky     | Martin Damm Robert Lindstedt           | 5-7, 4-6                    | details |
| 28.                  | 15 februari 2009  | ATP Rotterdam            | Hardcourt (i) | Lukáš Dlouhý     | Daniel Nestor Nenad Zimonjic           | 2-6, 5-7                    | details |
| 29.                  | 10 januari 2010   | ATP Brisbane             | Hardcourt     | Lukáš Dlouhý     | Jeremy Chardy Marc Gicquel             | 3-6, 6-7(5)                 | details |
| 30.                  | 27 februari 2010  | ATP Dubai                | Hardcourt     | Lukáš Dlouhý     | Simon Aspelin Paul Hanley              | 2-6, 3-6                    | details |
| 31.                  | 6 juni 2010       | Roland Garros            | Gravel        | Lukáš Dlouhý     | Daniel Nestor Nenad Zimonjic           | 5-7, 2-6                    | details |
| 32.                  | 19 juni 2010      | ATP Rosmalen             | Gras          | Lukáš Dlouhý     | Robert Lindstedt Horia Tecau           | 6-1, 5-7, [7-10]            | details |
| 33.                  | 30 januari 2011   | Australian Open          | Hardcourt     | Mahesh Bhupathi  | Bob Bryan Mike Bryan                   | 3-6, 4-6                    | details |
| 34.                  | 12 juni 2011      | ATP Londen               | Gras          | Mahesh Bhupathi  | Bob Bryan Mike Bryan                   | 7-6(2), 6-7(4), [6-10]      | details |
| 35.                  | 9 september 2012  | US Open                  | Hardcourt     | Radek Štěpánek   | Bob Bryan Mike Bryan                   | 3-6, 4-6                    | details |
| 36.                  | 7 oktober 2012    | ATP Tokio                | Hardcourt     | Radek Štěpánek   | Alexander Peya Bruno Soares            | 3-6, 6-7(5)                 | details |
| 37.                  | 3 augustus 2014   | ATP Washington           | Hardcourt     | Sam Groth        | Jean-Julien Rojer Horia Tecau          | 5-7, 4-6                    | details |
| 38.                  | 11 januari 2015   | ATP Chennai              | Hardcourt     | Raven Klaasen    | Yen-Hsun Lu Jonathan Murray            | 3-6, 6-7(4)                 | details |
| 39.                  | 22 februari 2015  | ATP Delray Beach         | Hardcourt     | Raven Klaasen    | Bob Bryan Mike Bryan                   | 3-6, 6-3, [6-10]            | details |
| 40.                  | 27 augustus 2016  | ATP Winston-Salem        | hardcourt     | Andre Begemann   | Guillermo Garcia-Lopez Henri Kontinen  | 6-4, 6-7(6), [8-10]         | details |
| 41.                  | 25 september 2016 | ATP Sint-Petersburg      | Hardcourt (i) | Andre Begemann   | Dominic Inglot Henri Kontinen          | 6-4, 3-6, [10-12]           | details |
| 42.                  | 3 maart 2018      | ATP Dubai                | Hardcourt     | James Cerretani  | Jean-Julien Rojer Horia Tecau          | 2-6, 6-7(2)                 | details |
| 43.                  | 25 augustus 2018  | ATP Winston-Salem        | Hardcourt     | James Cerretani  | Jean-Julien Rojer Horia Tecău          | 4-6, 2-6                    | details |
| Gewonnen challengers |                   |                          |               |                  |                                        |                             |         |
| 1.                   | 9 augustus 1992   | New Haven                | hardcourt     | Todd Nelson      | Jeremy Bates Byron Black               | 7–6, 2-6, 7-6               |         |
| 2.                   | 20 december 1992  | Hongkong                 | hardcourt     | Donald Johnson   | Richard Matuszewski John Sullivan      | 6-2, 7-6                    |         |
| 3.                   | 31 januari 1993   | Bangalore                | Gravel        | Donald Johnson   | Sean Cole Andrei Merinov               | 6-4, 6-3                    |         |
| 4.                   | 14 februari 1993  | Wolfsburg                | Tapijt (i)    | Donald Johnson   | Jan Apell Michael Mortensen            | 7-6, 6-1                    |         |
| 5.                   | 8 mei 1994        | Manilla                  | Hardcourt     | Albert Chang     | Richard Matuszewski David Nainkin      | 6-4, 6-4                    |         |
| 6.                   | 23 april 1995     | Nagoya                   | Hardcourt     | Kevin Ullyett    | Joshua Eagle Andrew Kratzmann          | 7-6, 7-5                    |         |
| 7.                   | 25 juni 1995      | Bogota                   | Gravel        | Oscar Ortiz      | Sergio Cortes Joao Cunha-Silva         | 7-6, 7-6                    |         |
| 8.                   | 10 september 1995 | Aruba                    | Hardcourt     | Mahesh Bhupathi  | Jose Antonio Conde Chrito Van Rensburg | 6-4, 4-6, 7-6               |         |
| 9.                   | 28 april 1996     | Fergana                  | Hardcourt     | Mahesh Bhupathi  | Geoff Grant Maurice Ruah               | 6-3, 7-6                    |         |
| 10.                  | 12 mei 1996       | Jeruzalem                | Hardcourt     | Neville Godwin   | Noam Behr Eyal Ran                     | 7-6, 7-5                    |         |
| 11.                  | 8 september 1996  | Aruba                    | Hardcourt     | Mahesh Bhupathi  | Grant Stafford Sébastien Leblanc       | 6-2, 6-3                    |         |
| 12.                  | 15 september 1996 | Chennai                  | Hardcourt     | Mahesh Bhupathi  | Sander Groen Oleg Ogorodov             | 7-5, 6-1                    |         |
| 13.                  | 3 november 1996   | Ahmedabad                | Gravel        | Mahesh Bhupathi  | Georg Blumauer Udo Plamberger          | 6-3, 3-6, 6-3               |         |
| 14.                  | 12 januari 1997   | Singapore                | Hardcourt (i) | Mahesh Bhupathi  | Michael Joyce Scott Melville           | 6-4, 4-6, 7-6               |         |
| 15.                  | 27 april 1997     | Praag                    | Gravel        | Mahesh Bhupathi  | Devin Bowen Tuomas Ketola              | 6-4, 6-0                    |         |
| 16.                  | 11 mei 1996       | Jeruzalem                | Hardcourt     | Mahesh Bhupathi  | Wayne Black Kevin Ullyett              | 6-7, 6-2, 7-6               |         |
| 17.                  | 30 april 2000     | Bermuda                  | Gravel        | Jan Siemerink    | Jeff Coetzee Brent Haygarth            | 6-3, 6-2                    |         |
| 18.                  | 8 mei 2016        | Busan                    | Hardcourt     | Sam Groth        | Sanchai Ratiwatana Sonchat Ratiwatana  | 4-6, 6-1, [10-7]            |         |
| 19.                  | 31 juli 2016      | Biella                   | Gravel        | Andre Begemann   | Andrej Martin Hans Podlipnik Castillo  | 6-4, 6-4                    |         |
| 20.                  | 2 april 2017      | Leon                     | Hardcourt     | Adil Shamasdin   | Luca Margaroli Caio Zampieri           | 6-1, 6-4                    |         |
| 21.                  | 29 april 2017     | Tallahassee              | Gravel        | Scott Lipsky     | Maximo Gonzalez Leonardo Mayer         | 4-6, 7-6(5), [10-7]         |         |
| 22.                  | 25 juni 2017      | Ilkley                   | Gras          | Adil Shamasdin   | Brydan Klein Joe Salisbury             | 2-6, 6-2, [10-8]            |         |
| 23.                  | 12 november 2017  | Knoxville                | Hardcourt (i) | Purav Raja       | James Cerretani John-Patrick Smith     | 7-6(4), 7-6(4)              |         |
| 24.                  | 18 november 2017  | Champaign                | Hardcourt (i) | Purav Raja       | Ruan Roelofse Joe Salisbury            | 6-3, 6-7(5), [10-5]         |         |
| 25.                  | 28 januari 2018   | Newport Beach            | Hardcourt     | James Cerretani  | Treat Huey Denis Kudla                 | 6-4, 7-5                    |         |

## Resultaten grandslamtoernooien
| Legenda | Legenda                          |
| ------- | -------------------------------- |
| g.t.    | geen toernooi gehouden           |
| l.c.    | lagere categorie                 |
| –       | niet deelgenomen                 |
| G       | uitgeschakeld in de groepsfase   |
| 1R      | uitgeschakeld in de eerste ronde |
| 2R      | uitgeschakeld in de tweede ronde |
| 3R      | uitgeschakeld in de derde ronde  |
| 4R      | uitgeschakeld in de vierde ronde |
| KF      | uitgeschakeld in de kwartfinale  |
| HF      | uitgeschakeld in de halve finale |
| F       | de finale verloren               |
| W       | het toernooi gewonnen            |
| w-v     | winst/verlies-balans             |

### Enkelspel
| Toernooi        | 1994 | 1995 | 1996 | 1997 | 1998 | 1999 | 2000 | 2001 |
| --------------- | ---- | ---- | ---- | ---- | ---- | ---- | ---- | ---- |
| Australian Open | –    | 1R   | –    | 2R   | 1R   | 1R   | 2R   | –    |
| Roland Garros   | –    | –    | –    | 2R   | –    | –    | –    | –    |
| Wimbledon       | –    | –    | 1R   | 1R   | 1R   | 1R   | –    | 2R   |
| US Open         | 1R   | –    | 2R   | 3R   | 1R   | –    | –    | –    |

### Mannendubbelspel
| Toernooi             | 1993 | 1994 | 1995 | 1996 | 1997 | 1998 | 1999 | 2000 | 2001 | 2002 | 2003 | 2004 | 2005 | 2006 | 2007 | 2008 | 2009 | 2010 | 2011 | 2012 | 2013 | 2014 | 2015 | 2016 | 2017 | 2018 | 2019 |
| -------------------- | ---- | ---- | ---- | ---- | ---- | ---- | ---- | ---- | ---- | ---- | ---- | ---- | ---- | ---- | ---- | ---- | ---- | ---- | ---- | ---- | ---- | ---- | ---- | ---- | ---- | ---- | ---- |
| Grandslamtoernooien  |      |      |      |      |      |      |      |      |      |      |      |      |      |      |      |      |      |      |      |      |      |      |      |      |      |      |      |
| Australian Open      | –    | 2R   | KF   | –    | 1R   | HF   | F    | 1R   | 1R   | 2R   | KF   | 1R   | –    | F    | 3R   | 2R   | HF   | KF   | F    | W    | 1R   | KF   | 2R   | 1R   | 1R   | 3R   | 1R   |
| Roland Garros        | –    | –    | –    | –    | 2R   | HF   | W    | 1R   | W    | HF   | HF   | 2R   | KF   | 1R   | 2R   | 3R   | W    | F    | 2R   | 2R   | 2R   | –    | 3R   | KF   | 2R   | –    | 2R   |
| Wimbledon            | 1R   | 3R   | –    | 2R   | 1R   | 2R   | W    | –    | 1R   | 1R   | HF   | 2R   | KF   | HF   | KF   | HF   | 1R   | 2R   | 2R   | 3R   | HF   | HF   | 3R   | 2R   | 1R   | –    | 1R   |
| US Open              | HF   | 2R   | 1R   | –    | HF   | HF   | F    | 1R   | 1R   | 2R   | –    | F    | 1R   | W    | 1R   | F    | W    | 1R   | KF   | F    | W    | 3R   | 2R   | 1R   | 2R   | 1R   | 1R   |
| ATP Finals           |      |      |      |      |      |      |      |      |      |      |      |      |      |      |      |      |      |      |      |      |      |      |      |      |      |      |      |
| ATP Finals           | –    | –    | –    | –    | F    | G    | F    | F    | G    | –    | –    | –    | F    | HF   | HF   | G    | G    | G    | HF   | HF   | G    | –    | –    | –    | –    | –    |      |
| ATP Masters 1000     |      |      |      |      |      |      |      |      |      |      |      |      |      |      |      |      |      |      |      |      |      |      |      |      |      |      |      |
| Indian Wells         | –    | –    | –    | 1R   | 1R   | –    | HF   | 2R   | 1R   | 1R   | HF   | 1R   | KF   | 2R   | W    | KF   | 2R   | 1R   | 2R   | KF   | –    | KF   | 2R   | –    | 1R   | –    | –    |
| Miami                | –    | 2R   | 1R   | 2R   | 2R   | 2R   | 2R   | 2R   | –    | 2R   | F    | KF   | 1R   | –    | F    | KF   | 2R   | W    | W    | W    | 2R   | 1R   | 1R   | –    | –    | –    | –    |
| Monte Carlo          | –    | –    | –    | –    | –    | HF   | 2R   | –    | HF   | 1R   | 2R   | –    | W    | 2R   | –    | 2R   | HF   | 2R   | –    | KF   | KF   | –    | 2R   | –    | –    | –    | –    |
| Hamburg              | –    | –    | –    | –    | –    | –    | 2R   | –    | 1R   | 2R   | HF   | HF   | HF   | –    | –    | HF   | l.c. | l.c. | l.c. | l.c. | l.c. | l.c. | l.c. | l.c. | l.c. | l.c. | l.c. |
| Madrid               | l.c. | l.c. | l.c. | l.c. | l.c. | l.c. | l.c. | l.c. | l.c. | 2R   | –    | 1R   | F    | 1R   | 2R   | 2R   | –    | HF   | –    | KF   | 2R   | –    | 2R   | –    | –    | –    | –    |
| Rome                 | –    | –    | –    | –    | –    | W    | –    | –    | 1R   | 1R   | 2R   | 2R   | KF   | 2R   | HF   | 2R   | KF   | KF   | 2R   | 2R   | 2R   | –    | 2R   | –    | –    | –    | –    |
| Montreal/Toronto     | –    | –    | –    | –    | W    | HF   | KF   | –    | 1R   | KF   | KF   | W    | 2R   | HF   | KF   | HF   | –    | 2R   | 2R   | HF   | 2R   | 2R   | 2R   | –    | –    | –    | –    |
| Cincinnati           | 1R   | –    | –    | –    | KF   | –    | 2R   | –    | W    | 1R   | 2R   | KF   | KF   | HF   | HF   | KF   | 2R   | 2R   | W    | 2R   | KF   | 2R   | KF   | –    | 1R   | –    | –    |
| Stuttgart            | –    | –    | –    | –    | KF   | F    | –    | –    | KF   | l.c. | l.c. | l.c. | l.c. | l.c. | l.c. | l.c. | l.c. | l.c. | l.c. | l.c. | l.c. | l.c. | l.c. | l.c. | l.c. | l.c. | l.c. |
| Shanghai             | l.c. | l.c. | l.c. | l.c. | l.c. | l.c. | l.c. | l.c. | l.c. | l.c. | l.c. | l.c. | l.c. | l.c. | l.c. | l.c. | –    | W    | HF   | W    | 2R   | 2R   | 2R   | –    | –    | –    |      |
| Parijs               | –    | –    | –    | –    | 2R   | W    | –    | –    | F    | 2R   | 1R   | 1R   | –    | 1R   | 2R   | –    | 2R   | KF   | 2R   | 2R   | 2R   | KF   | 1R   | –    | –    | –    |      |
| Olympische Spelen    |      |      |      |      |      |      |      |      |      |      |      |      |      |      |      |      |      |      |      |      |      |      |      |      |      |      |      |
| Olympische Spelen    | g.t. | g.t. | g.t. | 2R   | g.t. | g.t. | g.t. | 2R   | g.t. | g.t. | g.t. | HF   | g.t. | g.t. | g.t. | KF   | g.t. | g.t. | g.t. | 2R   | g.t. | g.t. | g.t. | 1R   | g.t. | g.t. | g.t. |
| Statistieken         |      |      |      |      |      |      |      |      |      |      |      |      |      |      |      |      |      |      |      |      |      |      |      |      |      |      |      |
| Totaal aantal titels | 0    | 0    | 0    | 0    | 6    | 6    | 4    | 2    | 4    | 2    | 3    | 4    | 3    | 2    | 2    | 1    | 2    | 2    | 0    | 4    | 2    | 1    | 1    | 0    | 0    | 0    | 0    |
| Eindejaarsranking    | 93   | 142  | 76   | 89   | 14   | 4    | 1    | 84   | 9    | 33   | 13   | 13   | 12   | 12   | 12   | 10   | 8    | 5    | 8    | 3    | 10   | 29   | 41   | 59   | 63   |      |      |